# Vladimir Mušič
Vladimir Mušič (Sevnica, Slovenija, 1930. – Ljubljana, 8. siječnja 2014., slovenski arhitekt, urbanist, sveučilišni profesor i publicist. Spada u najznačajnije slovenske promišljatelje prostora

## Životopis
Rodio se je 1930. godine. U Ljubljani je diplomirao arhitekturu. Na Harvardu je magistrirao urbanističko oblikovanje 1964. godine. U Urbanističkom institutu Republike Slovenije radio je dvadesetak godina, a od 1974. do 1980. godine mu je bio čelnom osobom. Od 1966. do 1972. bio je suvoditelj Američko-jugoslavenskog projekta za studije regionalnog i urbanističkog planiranja. S kolegama je napravio revolucionaran iskorak u pristupu kolektivnom stanovanju za ono vrijeme. 1969. je godine sa suradnicima Nives Starc i Marjanom Bežanom pobijedio na natječaju za uređenje novog dijela Splita. Prepoznali su i afirmirali ulicu kao temu, kao onog nedostajućeg elementa u funkcionalističkom pristupu, koji je dotad bio živio uglavnom u salonskim maštarijama ostavljenim na papiru. Projekt je doživio međunarodno priznanje. Njihov projekt nadahnio je poznate arhitekte projektirati neke od svojih najboljih zgrada u tom dijelu Splita. Baština projekta Splita 3 danas se prenosi u svim školama arhitekture i urbanizma. Sjajne zamisli ove škole nakon 1990-ih teško nalaze put do ostvarenja, jer se tada, kako je opisao Mušič "dogodio politički prevrat s restitucijom kapitalizma i – primitivizma".
Mušičevi su projekti postali dio identiteta gradova u kojima su primijenjeni. U Hrvatskoj je poznat po projektu Splitu 3, a rad mu se razvija i danas kroz djelovanje Janeza Kožlja na urbanoj osnovi Ljubljane. Mušičeva knjiga Urbanizam – bajke in resničnost iz 1980. obvezno je štivo za sve koji žele postati urbanistima, a Metodološki pristupi razvoja turizma v mestih iz 1996. je preporučeno štivo svim sastavljačima jadranskih regionalnih planova.
Ivan Martinac režirao je propagandni film Grad se nastavlja, za koji je sinopsis napisao Mušič.